# Abbaye Saint-Nicolas d'Arrouaise
Pour les articles homonymes, voir Abbaye Saint-Nicolas et Saint-Nicolas.
L'abbaye Saint-Nicolas d'Arrouaise est une ancienne abbaye augustinienne du Nord de la France. 
Fondée vers 1090 près du Transloy dans l'ancienne forêt d'Arrouaise au sud-est de Bapaume, cette abbaye donna le jour à la congrégation d'Arrouaise qui malgré sa diffusion restreinte - elle ne posséda que vingt-huit maisons - a joué un rôle très important.

## Dénominations successives
Cette abbaye d'Arrouaise aurait successivement porté plusieurs noms, dont :
- Abbatia Sanctae Trinitatis ;
- Abbatia Sancti Nicolai  ;
- Abbatia in Arida-Gamantia ;
- Abbatia in Arroasia  ; ^
- Abbatia de Trunco-Berengarii.

Après qu'elle a acquis le nom d’abbaye d'Arrouaise, ses chanoines réguliers furent qualifiés d'« arroasiens », organisés durant plusieurs siècles autour du chef d'Ordre et Chef-Lieu d'Arrouaise.

## Fondation
Le monastère d'Arrouaise en Artois fut fondé aux alentours de 1090, au lieu-dit le Tronc-Bérenger, par deux prêtres « Hildemar » et « Conon ». Selon la tradition religieuse, ils y rencontrèrent un ermite, Roger, se joignirent à lui et bâtirent en ce lieu un oratoire qu'ils dédièrent à la Sainte Trinité et à saint Nicolas. 
Des disciples se présentèrent et Hildemar fut nommé prévôt de la communauté naissante. 
Conon lui succéda en 1097 et fit construire un monastère. 
Devenu évêque de Préneste, en Italie, et cardinal, Cunon de Préneste fut un des principaux artisans de la réforme canoniale.
Richer, successeur de Conon, adopta l′ordo novus et rédigea les constitutions ; celles-ci étaient calquées sur celles de Cîteaux : abstinence, silence prolongé, travail manuel. L'organisation de la congrégation était celle de la Charte de Charité cistercienne avec tenue des Chapitres généraux. 
Peu à peu, la liturgie particulière d'Arrouaise devint célèbre. 
Le monastère était double.
C'est au Tronc-Bérenger que fut béni, le 28 avril 1180, le mariage de Philippe Auguste avec Isabelle de Hainaut, tandis que les noces furent célébrées à Bapaume.

## Étymologie
- Tronc-Bérenger (Truncus Berengeri) est le nom d'un lieu-dit, qui a plusieurs origines possibles, dont :
  - le nom d'un arbre antique situé (ou planté) au point où se rencontraient les frontières de trois pagi : l'Amiénois, le Vermandois et l'Artois, et peut-être même du Cambrésis[5]. 
Les cartes du XVIIIe siècle indiquent encore à cet endroit un lieu dit Motte-Bérenger, au sud-est de Bapaume, entre Sailly-Saillisel et Mesnil-en-Arrouaise. Cette motte a été fouillée en 1784, révélant des ossements humains de grande taille et quelques morceaux de cuivre doré ;
  - Le nom de l'un des comtes Bérenger, mentionnés au IXe siècle ;
  - Le nom d'un brigand du Moyen Âge. Cette hypothèse est retenue par les historiens internes de l'ordre et la Fundatio monasterii Arroasiensis.  Bérenger aurait été le chef d'une bande, qui selon Gautier (historiographe de l'ordre) « (...)avoit longtemps parcouru le Pays depuis Térouanne jusqu'à Péronne ». Il serait selon divers auteurs anciens, enterré à la Motte-Bérenger[6] à la tête d'une troupe peut-être formée de restes d'envahisseurs Vandales ou Normands qui ravagèrent à la fin du VIIe siècle la Morinie. « On croît même assez communément », dit Gautier tel que le rapporte Gosse, « que dans son origine, Bapaume étoit un Fort qui leur servoit de retraite. Quoi qu'il en soit, les anciens Compagnons de Bérenger imaginèrent de creuser un gros arbre qui se trouvoit près de son tombeau, & d'y pratiquer une espèce de niche. L'un d'eux s'y plaçoit de manière à ne pas être aperçu, & lorsqu'ils avoient fait quelque prisonnier, ils le traînoient à ce redoutable Tribunal Celui qui étoit logé dans le creux de l'arbre, stylé sans doute à ce manège, fixoit la rançon du prisonnier, feignant que c'étoit Bérenger lui-même qui en prononçoit l'Arrêt irrévocable. De, à ce Tronc prit le nom de Bérenger, nom qu'il communiqua ensuite, comme on vient de le voir, à l'Abbaye d'Arrouaise elle-même ».

- Arroassia est l'un des anciens noms de l'abbaye. Il évoque l'Arrouaise dont l'étymologie est elle-même discutée ; Selon Gosse[7], « Il est hors de doute » que le mot Arroassia est une corruption étymologique de Arida-Gamantia[7]. 
  - Gamantia est un mot mal traduit par le rédacteur d'une bulle papale selon Gosse[8], Gosse évoque plusieurs hypothèses. Il estime pour sa part que l'origine en est grecque et non celte (« Je ne puis croire qu'il vienne du Celtique comme plusieurs l'ont avancé[9] ». Sa racine, disent-ils, est le mot Gaw, qui signifie Terre. J'ai cherché en vain ce mot dans le Dictionnaire de la Langue Bretonne : je n'y ai même trouvé rien de semblable. Le mot Gaw d'ailleurs fût-il Celtique, je ne vois pas pourquoi il s'ensuivroit que celui de Gamantia en dérivât. Il y a bien plus d'apparence que ce dernier doit son origine à la Langue Grecque, Voici quelles sont mes conjectures à ce sujet. 
Le Pays ou Canton d'Arrouaise connu en Latin sous la dénomination d'Arida-Gamantia, étoit autrefois une forêt qui s'étendoit depuis Ancre, aujourd'hui Albert, jusqu'à la Sambre, vers les Ardennes, ce qui fait environ vingt-cinq lieues de l'Ouest à l'Est. César, qui nous a donné plusieurs détails sur les Druides[10], nous apprend que ces Prêtres des Gaulois tenoient leurs assemblées au milieu des forêts. Parmi les fonctions dont ils étoient chargés, l'administration de la Justice leur appartenoit, ainsi que l'instruction de la Jeunesse dans les Sciences, particulièrement dans la prétendue Science de la Divination : or le mot Gamantia paroît être composé des deux mots Grecs (…), dont le premier (Gaia) signifie Terre, & l'autre (mantia) Divination. Cette étymologie est d'autant plus satisfaisante, que les Druides, selon plusieurs écrivains anciens & modernes, avoient l'intelligence de la langue grecque. Je pense donc que la forêt d'Arrouaise étoit une de ces retraites où ils tenoient leurs assises & célébroient leurs mystères, d'où il est tout naturel de conclure que le nom de Terre de Divination lui est demeuré. 
Le mot Gamantia peut tirer aussi bien son origine du grec, que celui de Druide dont la racine est Apc, qui signifie proprement un chêne; de Apc s'est aussi formé Dryade, nom que l'on donnoit aux Nymphes des Bois. Enfin il n'est pas inutile de remarquer ici qu'il y avoit parmi les Gaulois des Prophétesses ou Devineresses que l'on appeloit indifféremment Druides & Dryades, & qui n'étoient sans doute rien autre chose que les femmes des Druides, lesquelles, ainsi que leurs maris, se mêloient de prédire l'avenír[7].
  - Arida. Cette épithète fait évoquer un milieu sec. Ajoutée à Gamantia, il pourrait, toujours selon Gosse[7], faire référence à la situation haute (en altitude) et plus sèche de la forêt d'Arrouaise, autrefois située entre les zones humides du marais audomarois et des Moëres au nord et de l'Authie et surtout de la Somme au sud, forêt du canton d'Arrouaise où naissait, d'Albert à la Capelle, les sources de l'Escaut, de la Selle, de l'Oise, de la Sambre, etc. 
Ce canton, nous dit Gosse, « est encore aujourd'hui entrecoupé de Bois, & les deux extrémités seulement ont conservé l'ancien nom. Du côté d'Albert, on trouve l'abbaye d'Arrouaise, les bois d'Arrouaise, le Mesnil en Arrouaise, Sailly en Arrouaise ; et vers la Sambre d'autres bois appelés aussi bois d'Arrouaise, Gouy-en-Arrouaise, Montigny-en-Arrouaise, Vaux-en-Arrouaise, de même qu'un ruisseau qui tombe dans l'Oise à Hanaples, & qui porte le nom d'Arrouaise »[7].

- Arrouaise. Ce mot semble évoquer la forêt d'Arrouaise. Selon Gosse[7], un certain Gautier, élu « abbé d'Arrouaise » en 1179 est l'auteur connu le plus ancien parlant à la fois de l'ordre et de « l'étendue & de la situation de la Forêt d'Arrouaise ». Cet abbé Gautier l'a fait dans son « Histoire de la Fondation & des progrès de cette Abbaye jusqu'à son temps », écrite (toujours selon Gosse) de sa main (« en tête d'un cartulaire » et archivée par l'ordre. 
Gosse nous dit qu'après un préambule où l'abbé Gautier expose les motifs qui l'ont engagé à « rassembler en un seul corps les Chartes de sa Maison », Gautier commence avec « l'époque de la Fondation » & « les mérites des Instituteurs de cette Église », « selon la connoissance que nous en ont donnée nos anciens ». 
Cette forêt était selon lui située « sur le Chemin public[11] dans la forêt que l'on nomme Arrouaise, & qui s'étendoit depuis Encre (depuis devenu Albert) jusqu'à la Sambre, avoit été une retraite de Voleurs : c'est pourquoi plusieurs l'appellent le Tronc-Bérenger » (voir ci-dessus).

## Implantations
- Abbaye de Clairfay, à Varennes-en-Croix dans le département de la Somme;
- Monastère de Doudeauville, dans le Pas-de-Calais;
- Abbaye Notre-Dame de Châtillon, à Châtillon-sur-Seine en Côte-d'Or;
- Abbaye de Cheminon, entre 1100 et 1138;
- Abbaye Notre-Dame d'Autrey, à Autrey (Vosges) dans les Vosges;
- Abbaye de Ruisseauville, dans le Pas-de-Calais.
- Abbaye Notre Dame de l'Eurin à Hénin-Liétard (Pas-de-Calais)
- Abbaye de Zoetendale (Dulcis Vallis) située entre Middelburg et Maldegem dans la province belge de Flandre orientale.

## Déclin
Le Chapitre général de 1223 rétablit la discipline qui s'était relâchée, mais les XVe et XVIe siècles furent fatals à la congrégation et à l'abbaye. 
L'Artois fut le théâtre de guerres violentes et répétées qui empêchèrent la réunion des Chapitres généraux et ruinèrent de nombreuses maisons. 
Après la guerre de Trente Ans, Arrouaise, dépouillée de son prestige de chef d'Ordre, tomba sous la juridiction épiscopale, végétera jusqu'à la Révolution qui la supprime enfin.

## Liste des abbés
- 1090-1097 : saint Hildemar, premier prévôt
- 1097-1107 : cardinal Conon de Préneste
- 1107-1121 : Richer
- 1121-1147 : Gervais, premier abbé
- 1147-1151 : Gérard
- 1151-1161 : Fulbert
- 1161-1172 : Laurent
- 1172-1177 : Évrard
- 1177-1193 : Jacques I
- 1193-1194 : Gautier
- 1194-1195 : Simon
- 1195-1196 : Jean I de Beaumez
- 1196-1201 : Robert I  (1)
- 1201-12?? : Raoul
- 12??-1209 : Robert I  (2)
- 1209-1224 : Jean II
- 1224-1226 : Barthélémy
- 1226-1245 : Pierre I
- 1245-1261 : Laurent
- 1261-1262 : Robert II
- 1262-1286 : Baudouin de Flamicourt
- 1286-1298 : André
- 1298-1318 : Gilles I Gadifers
- 1318-1322 : Jean III de Servin
- 1322-1329 : Jean IV de Maricourt
- 1329-1356 : Gilles II Gruyers
- 1356-1359 : Pierre II
- 1359-1395 : Philippe I
- 1395-1429 : Thierry
- 1429-1453 : Gilles III Prissantier
- 1453-1471 : Pasquier Guiens
- 1471-1499 : Jean V Lefevre
- 1499-1504 : Jacques II François
- 1504-1509 : Jean VI Parent
- 1509-1515 : Augustin I Sénéchal
- 1515-1537 : Augustin II Gabel

Abbés commendataires
- 1537-1560 : Jean VII de Béthencourt
- 1560-1570 : Nicolas Imbert
- 1570-1592 : Jacques III Canovelle
- 1592-1625 : Michel Théry
- 1625-1636 : Adrien Le Roy
- 1636-1672 : Augustin III Neveu
- 1672-1675 : François Goubet
- 1675-1679 : Grégoire Goubet
- 1679-1710 : Augustin IV Hatté
- 1710-1723 : Sabin Dambrinnes
- 1723-1749 : Philippe II Lescourcheut
- 1749-1751 : Ferdinand Saladin
- 1751-1764 : Charles Wartelle
- 1764-1790 : Floride Tabary

Source : Gallia Christiana

## Personnalités attachées
- Louis-Joseph Dumarquez

### Articles liés
- Liste d'abbayes augustiniennes de France
- Chanoine régulier
- Congrégation d'Arrouaise
- Forêt d'Arrouaise